# Dikraneura albatron
Dikraneura albatron är en insektsart som beskrevs av Caldwell 1952. Dikraneura albatron ingår i släktet Dikraneura och familjen dvärgstritar.
Artens utbredningsområde är Puerto Rico. Inga underarter finns listade i Catalogue of Life.